# 山崎真実
山崎 真実（やまさき まみ、1985年9月20日 - ）は、日本のタレント、女優、元グラビアアイドル。
大阪府大阪市出身。カートプロモーション所属。

## 略歴
4歳から新体操を始め、相愛中学校・高等学校（同期に斉藤雪乃がいる）では新体操部に所属。高校2年当時の2002年、高知国体に新体操大阪代表（団体）として出場。
2004年、ミスマガジン2004で読者特別賞を受賞し芸能界入り。同年より、ミスマガジン2004グランプリの小阪由佳とともに、サークルKサンクスのイメージキャラクターを務め、テレビCMにも出演。
2005年、4月からNHK教育テレビの語学番組『100語でスタート!英会話』のレギュラーを1年間務めた。また、つくばテレビ「エンタ!371」では、無料ナビゲーション番組『エンタ!SELECTION』の2005年度ナビゲーターを1年間担当。この年にはミスマガジン歴代受賞者等で結成された芸能人女子フットサルチーム「ミスマガジン」のメンバーにもなった。
2006年、特撮番組『轟轟戦隊ボウケンジャー』の悪役・風のシズカ役で準レギュラー出演。10月よりTBSラジオ『山崎真実のイヤならいうてな!』で初ラジオながら冠番組を担当。
2007年度のスーパーヒーローMAXでドランクドラゴンとともに司会を務めた。
2007年12月から2008年6月までの間、漫画情報サイトマンガナビにて、コラム「山崎真実の『マンガ好きですから!』」を連載。
2012年9月、デビューから約9年間在籍したヴィズミックから離籍。TVスター名鑑2014年版によると、移籍先はABP inc.であった。
2017年10月31日付で所属先のABP inc.との契約を終了し、フリーとなる。
2018年1月30日よりリベロ・ビジュアルワークスとの業務提携を締結。
2024年4月15日発売のラスト写真集『カメリア』を以って、グラビア活動から引退した。
2024年5月1日、自身のX（旧Twitter）を更新し、カートプロモーションに所属したことを報告した。

## 人物
- 本人曰く「友人とは狭く深くお付き合いする」とインタビューで語っている[12]。同じ1985年生まれの小阪由佳とはミスマガジン2004に選出された時から大の仲良し。サークルKサンクスのCMでは、山崎がサンクスを担当し、小阪がサークルKを担当した。それ以外には大久保麻理子、石井めぐる、中川翔子、ナインティナインと交友がある。過去には、矢部美幸（矢部浩之の兄）が設立した事務所に所属していた。
- 熱烈な虎党の父親を持つ[13]。
- 愛猫として、むに（エジプシャンマウ）とぷぷ（スコティッシュフォールド）を飼っている[14]。
- 趣味は漫画、特技は新体操（高知国体で大阪代表だった）。

## 作品

### イメージビデオ
- ミスマガジン2004 山崎真実（2004年10月、バップ）
- 山崎真実 manifold（2005年3月、ポニーキャニオン）
- ゆかまみ（2005年、リバプール） - サークルKサンクス限定DVD。小阪由佳と共演（2006年5月に一般発売）
- Beach Angels 山崎真実 in エルニド（2005年8月、バップ）
- 絶対山崎主義（2005年、リバプール）- DVDは発売当時コンビニエンスストア限定（2006年8月に一般発売）
- n'o（2006年4月 バップ）
- manifestation（2006年7月28日、ポニーキャニオン）
- Venus（2006年11月29日、リバプール）- 当初はコンビニ限定（2007年8月に一般発売）
- 21（2007年4月25日、ソニー・ミュージックエンタテインメント）
- 見つめていたい…（2008年3月26日、リバプール） - 当初はコンビニ限定（2008年11月に一般発売）
- M（2017年4月25日、ワニブックス ）

### 写真展
- 山崎真実＋舞山秀⼀Photo Exhibition [silent]（サイレント）（2019年2月16日 - 24日、東京・渋谷tokyoarts gallery）[15]

## 出演

### 映画
- 水霊 ミズチ（2006年5月27日） - 野田美里 役
- 風雲児（2006年6月10日） - 清水薫 役
- スーパー戦隊シリーズ - 風のシズカ 役
  - 轟轟戦隊ボウケンジャー THE MOVIE 最強のプレシャス（2006年8月5日）
  - 海賊戦隊ゴーカイジャーVS宇宙刑事ギャバン THE MOVIE（2012年1月21日）
- PERSONA / ペルソナ（2008年1月26日[16]） - 主演・御薗日和 役
- 少林少女（2008年4月26日） - 清水真実 役
- テケテケ（2009年3月17日） - 平山理絵 役
- ビートロック☆ラブ（2009年3月28日） - 七海 役
- 非女子図鑑「魁!!みっちゃん」（2009年5月30日） - 主演・みっちゃん 役
- ボックス!（2010年5月22日） - 鏑矢昌美 役
- シーサイドモーテル（2010年6月5日） - マリン（キャバクラ嬢） 役
- 電人ザボーガー（2011年10月15日） - ヒロイン・ミスボーグ 役
- さまよう獣（2013年2月2日）
- 俺たち賞金稼ぎ団（2014年5月10日） - 風間静香 役（友情出演）
- TERROR OF HOUSE（2015年8月29日） - 松本智子 役
- 西成ゴローの四億円（2021年11月9日） - 片桐真理子 役
  - 西成ゴローの四億円 死闘篇（2022年2月19日）
- 近くて遠い親子（2023年10月28日） - 由衣 役[17]
- コウインKOUIN〜光陰〜（2024年4月12日）[18]

### テレビドラマ
- Sunny-Side-UP（2005年7月6日 - 9月28日、KBS京都） - 田中奈美 役
- いちばん暗いのは夜明け前 第8話「アルケミスト」（2005年8月21日、テレビ東京） - 主演・リョウコ 役
- On the Rock（2005年、NETCINEMA.TV）
- 轟轟戦隊ボウケンジャー（2006年2月19日 - 2007年2月11日、テレビ朝日） - レギュラー・風のシズカ 役
- 土曜ワイド劇場 おかしな刑事3（2006年6月24日、テレビ朝日）
- パーフェクト・パートナー 第2話「組長の恋」（2007年3月23日、WOWOW） - 主演・ユリコ 役
- ガリレオ（2007年10月15日 - 12月17日、フジテレビ） - 柿坂千鶴 役
- ユンゲル（2008年1月1日、フジテレビ） - 柿坂千鶴 役
- ロト6で3億2千万円当てた男（2008年7月4日 - 9月5日、朝日放送） - 小林さやか 役
- 忠臣蔵 音無しの剣（2008年12月15日、テレビ朝日） - おもん 役
- 1分半劇場「参議院議員候補マミ 」（2008年11月17日 - 、TBS） - 主演・谷崎マミ 役
- 名探偵の掟（2009年4月、テレビ朝日） - 鶴岡君子 役
- メイド刑事（2009年8月、テレビ朝日） - レイリー 役
- イケ麺そば屋探偵〜いいんだぜ!〜（2009年9月、日本テレビ） - 詩織 役
- 猿ロック （2009年10月、読売テレビ / 日本テレビ系） - インストラクター 役
- おじいちゃんは25歳（2010年11月15日・24日、TBS） - 看護師 役
- ブルドクター 第3話（2011年7月20日、日本テレビ系） - 里中知佳 役
- 名探偵コナン 工藤新一への挑戦状 第3話（2011年7月21日、読売テレビ / 日本テレビ系） - 斉藤麗香 役
- 胡桃の部屋 第5話（2011年8月23日、NHK） - 典子 役
- 謎解きはディナーのあとで 第3話（2011年11月1日、フジテレビ系） - 斉藤アヤ 役
- そこをなんとか 第5話（2012年11月18日、NHK BSプレミアム） - 佐山優子 役
- BORDER 警視庁捜査一課殺人犯捜査第4係 第2話（2014年4月17日、テレビ朝日） - 岩田美智子 役
- 土曜ワイド劇場 森村誠一作家50年記念 棟居刑事の黒い祭（2015年3月14日、テレビ朝日） - 田宮サキ 役
- 天使と悪魔-未解決事件匿名交渉課- 第4話（2015年5月1日、テレビ朝日） - 高田美恵 役
- ラヴソング 第6話（2016年5月16日、フジテレビ） - のぞみ 役
- 癒されたい男 第2話（2019年4月17日、テレビ東京） - タクシー運転手・初乗イク子 役
- 歌舞伎町弁護人 凛花 第3話・第4話（2019年5月4日・11日、BSテレ東） - 沢井順子 役

### 配信ドラマ
- REAL 恋愛殺人捜査班 Episode.1 - 2（2024年7月5日 - 、FOD） - 本宮亜希子 役[19]

### その他テレビ番組
- SDM発（2004年4月 - 6月、フジテレビ）
- Pooh!（2004年4月・6月・8月、TBS）
- シナモン（2004年4月、テレビ東京）
- あきと由佳のIdol Park（2004年10月10日、つくばテレビ「エンタ!371」）
- 水着少女（2004年、テレビ東京）
- 青木さやか・美人の素（2005年2月 - 3月、TBSテレビ）
- 天使らんまん（2005年3月22日、毎日放送）
- 100語でスタート!英会話（2005年4月 - 2006年3月、NHK） - 2005年度レギュラー
- エンタ!SELECTION（2005年4月 - 2006年3月、エンタ!371） - 2005年度ナビゲーター
- 情報発信塾 アイドル☆レボリューション（2005年7月 - 10月、テレビ神奈川）
- 天使らんまんスペシャル（2006年2月26日、毎日放送）
- なるトモ!（2006年8月22日・2007年4月10日・7月17日・10月16日・2008年2月19日、よみうりテレビ）
- 岩手朝日テレビ開局10周年記念番組「悠久のときを求めて」（2006年10月1日、岩手朝日テレビ） - ナビゲーター
- 教えて!みんなのギモン 大阪府議会 なう（2010年10月 - 12月、関西テレビ）

### テレビCM
- サークルKサンクス - 小阪由佳と共演
- スパワールド
- 東京ディズニーランド - 2005年クリスマスイベント
- サッポロ飲料 がぶ飲みシリーズ（2006年） - スピードワゴンと共演
- 資生堂「UNO」デオドラント（2007年5月25日 - ）
- サントリー ボス 贅沢微糖
- 花王 めぐりズム蒸気の温熱シート
- ジャパネットたかた ジャパネット劇場「サヨナラはGood buy」編
- JR東海 トーキョー☆ブックマーク 新幹線でちょっと東京。（2010年） - きむらゆきと共演

### ラジオ
- 夜な夜なニュースいぢり X-Radio バツラジ（TBSラジオ）
- ナインティナインのオールナイトニッポン（2006年4月20日、ニッポン放送） - マネージャーの矢部美幸とともに出演
- 東貴博 ニッポン全国 ラジベガス（ニッポン放送）
- ミューコミ（2007年1月16日、ニッポン放送）
- よんぱち 48hours 〜WEEKEND MEISTER〜（TOKYO FM）
- 山崎真実のイヤならいうてな!（2006年10月2日 - 2007年3月26日、TBSラジオ） - 初の冠番組
- お笑い!ネタとこ勝負（2008年10月 - 、地方AM局）
- 山崎真実のサンデー・グッド・サポート（2010年10月10日 - 2011年4月3日、TBSラジオ）

### 舞台
- バレンタイン☆キッス（Pures、2007年2月10日 - 13日、シアターアプル） - ヒロイン・水ノ江キョウコ 役
- J's PRODUCE「NEN,GOO! 〜お江戸のスターが勢ぞろい」（2008年4月9日 - 13日、あうるすぽっと） - ヒロイン・さくら 役
- モダンスイマーズ デンキ島「松田リカ篇」（2011年3月9日 - 16日、あうるすぽっと） - 篠原スミエ 役
- ウォーキングスタッフプロデュース「Jellyfish-岸辺の亀とクラゲ」（2011年6月9日 - 19日、シアター711） - 主演・辻さゆり 役
- 戦国BASARA3（2011年10月14日 - 16日、大阪・シアターBRAVA! / 10月23日 - 30日、東京・シアターGロッソ） - 雑賀孫市 役
- "STRAYDOG"プロデュース 海街diary（2017年3月31日 - 4月2日、新国立劇場 小劇場） - 香田幸 役[20]
- ぼくんち（2018年8月1日 - 5日、シアターグリーン BOX IN BOX THEATER） - かの子 役
- トワイライトムーン（2018年10月24日 - 31日、中目黒キンケロ・シアター）
- 悲しき天使（2019年12月11日 - 15日、浅草九劇）
- シェア・ザ・ワールド2020（2020年2月20日 - 23日、紀伊國屋ホール） - 主演
- 私の娘でいて欲しい（2023年11月8日 - 12日、浅草九劇）[21]
- 何も変わらない今日という日の始まりに（2024年11月13日 - 17日、浅草九劇）[22]
- 鬼背参り（2025年1月29日 - 2月2日、シアターサンモール）[23]

### オリジナルビデオ
- 超忍者隊イナズマ!!SPARK（2007年、東映） - ヒロイン・三島つばめ 役
- 獣拳戦隊ゲキレンジャーVSボウケンジャー（2008年、東映） - 風のシズカ 役
- ドライブサーガ 仮面ライダーチェイサー（2016年、東映） - 羽佐間翔子、エンジェル / エンジェルロイミュード 役

### ゲーム
- METAL GEAR SOLID 3 SUBSISTENCE（2005年、コナミ） - ゲーム内のポスター

### ミュージックビデオ
- KEY GOT CREW「ボクノチカラ」（2008年）
- 鴉「黒髪ストレンジャー」（2010年）
- まなみのりさ「愛してた」(2021年)

### Webムービー
- ある日突然グリーンマシーン（2009年1月 - 、本田技研工業） - FCXクラリティ 役
- FLOWER SHOP DIARY 第2話 お父さんの贈り物（2009年11月、レコチョク・music.jp・dwango.jp、ユニバーサルJFilm） - 美紀 役
- atrix webムービー「笑顔の手〜娘から母へ篇〜」（2011年9月） - ニベア花王 娘 役
- 私の”好き”って変ですか？　Case.01（2021年4月1日、私の好きって変ですか?/YouTube） - ゆうか 役[24]

### その他
- 月刊チャージャー（Yahoo! JAPAN PR企画） 2006年12月号 - インタビュー記事
- WORST (漫画)の21巻12ページ目に、鳳仙学園内のポスターとして〜崎真実（山崎真実）が描かれている。

## 書籍

### 写真集
- MAMI蔵（2005年1月、彩文館出版、撮影：西条彰仁）ISBN 4-7756-0062-1
- 月刊 山崎真実(SHINCHO MOOK 69)（2005年6月13日、新潮社、撮影：新津保建秀）ISBN 4-1079-0144-0
- マイマミ（2005年12月、講談社、撮影：根本好伸）ISBN 4-0636-4657-2
- 21（2007年1月16日、学習研究社、撮影：西田幸樹、編集：BOMB）ISBN 978-4-0540-3127-2
- 恋愛（2008年10月8日、双葉社、撮影：アライテツヤ） ISBN 978-4-575-30074-1
- あなたへ（2011年6月10日、集英社、撮影：大村克巳） ISBN 978-4087806113
- まんまとうそ。（2017年3月13日、ワニブックス、撮影：矢西誠二）ISBN 978-4847049026
- re.（2018年2月17日、光文社、撮影：西條彰仁）ISBN 978-4334902261
- デジタル原色美女図鑑 山崎真実　Black（2018年9月7日、文藝春秋、撮影：萩庭桂太）
- ひととき（2020年2月21日、光文社、撮影：藤本和典、編集：FLASH編集部）ISBN 978-4334902520
- 山崎真実ラスト写真集 カメリア（2024年4月15日、小学館、撮影：藤本和典）

### 関連書籍
- 1日10分カラダ引き締め 筋トレ&ストレッチ （2008年12月10日、永岡書店　監修：吉永孝徳）ISBN 978-4-522-42541-1 モデル

### 3D立体ポスター
- 1/1Scale Stereo Screen 山崎真実 等身大3D立体ポスター （トイボック）

### トレーディングカード
- 山崎真実オフィシャルカードコレクション〜Metamorphose〜 （2005年5月28日、さくら堂）
- Hit's LIMITED 「山崎真実」（2006年9月、ムービック）
- BOMBリミテッド「山崎真実」（2007年9月、ムービック）

### カレンダー
- 山崎真実 2006年度 カレンダー（2005年10月、トライエックス(ハゴロモ)）
- 山崎真実 2007年カレンダー（2006年9月、トライエックス(ハゴロモ)）
- 山崎真実 2008年カレンダー（2007年10月、トライエックス(ハゴロモ)）
- 山崎真実 2009年カレンダー（2008年10月、トライエックス(ハゴロモ)）
- 山崎真実カレンダーブック2019（2018年10月、光文社）[25]